# 阮克堪 (1908年)
阮克堪（1908年12月23日—2007年3月8日），越南教授、作家。

## 生平
1908年12月23日（一說1910年，應以1908年爲準），阮克堪出生於河內。父親是與阮文永同時期的記者。
1967年10月，任東京外國語大学客座教授。1974年退休，一年後前往法國尋求庇護，次年赴美與兒女團聚。
2007年3月8日在美國加利福尼亞州聖何塞逝世。

## 個人生活
阮克堪是佛教徒。阮克堪的妻子爲日本人，父親在四十年代末曾在越北教授日語。

## 外部鏈接
- Vietnamese studies and their relationships to Asian studies （页面存档备份，存于）